# Hermann Gummel
Hermann Karl Gummel (* 6. Juli 1923 in Hannover; † 5. September 2022 in New Jersey, USA) war ein Physiker, der unter anderem bekannt geworden ist durch das nach ihm mitbenannte Gummel-Poon-Modell, ein mathematisches Modell zur Simulation von bipolaren Transistoren. Des Weiteren wurden in der Elektronik der Gummel-Plot und die Gummel-Zahl nach ihm benannt.

## Leben
Gummel studierte an der Universität Marburg und schloss dort 1952 erfolgreich als Diplom-Physiker ab. Er promovierte 1957 an der Syracuse University. Im Jahre 1956 begann er seine Tätigkeit an den Bell Labs in Murray Hill, New Jersey. Hier entwickelte er gemeinsam mit H. C. Poon ein Simulationsmodell für bipolare Transistoren. Ab 1967 arbeitete er mit seinem Team mit großem Erfolg an Werkzeugen zur Automatisierung in der Halbleiterbauelemente-Entwicklung, insbesondere der computerunterstützten Analyse, Modellierung und Simulation.

## Schriften
- Zs. mit H. C. Poon: An integral charge control model of bipolar transistors. In: Bell Syst. Tech. J. Vol. 49, Mai 1970, S. 827–852.
- Zs. mit Basant R. Chawla und Paul Kozak: MOTIS-An MOS Timing Simulator. In: IEEE Transactions on Circuits and Systems, CAS-22:12, Dezember 1975, S. 901–910.
- U.S. Patent US3683417A: Apparatus and machine-implemented process for determining the terminal characteristics of a bipolar transistor.[3]

## Auszeichnungen
Für seine Ergebnisse ist Gummel bereits vielfach ausgezeichnet worden:
- 1977 Guillemin-Cauer Award der IEEE
- 1983 David Sarnoff Award der IEEE
- 1990 Technical Achievement Award der IEEE
- 1994 Phil Kaufman Award der Electronic Design Automation Consortium (EDAC)
- 2000 Third Millennium Medal der IEEE

Gummel ist unter anderem Fellow of the IEEE und Mitglied der National Academy of Engineering (NAE).